# Estação Shalun
Shalun (chinês: 沙崙車站, pinyin: Shālún chēzhàn) é uma estação ferroviária localizada no distrito de Gueiren, Tainan, Taiwan, servida pela Taiwan Railways Administration. É uma das terminações da linha Shalun e é conectada à estação Tainan da THSR. Foi aberta em 2 de janeiro de 2011.
A estação reduziu o tempo de viagem entre Tainan e a estação Tainan para 22 minutos, com a passagem custando NT$25. Como também nas outras estações da linha, é equipada com máquinas de leitura de cartão.